# Central Broward Regional Park
O Central Broward Regional Park é um complexo esportivo com um estádio localizado em Lauderhill, Flórida, Estados Unidos, possui capacidade total para 20.000 pessoas, foi a casa do time de futebol Fort Lauderdale Strikers em 2016, também é utilizado para jogos de críquete, recebeu alguns jogos da Florida Cup de 2018.